# Crenadactylus naso
Crenadactylus naso — вид геконоподібних ящірок родини диплодактилідів (Diplodactylidae). Ендемік Австралії.

## Поширення і екологія
Crenadactylus naso мешкають на більшій частині регіону Кімберлі на північному заході Західної Австралії та на північному заході Північній Території, а також на північному сході Північної Території та на заході Квінсленду. Вони живуть у скелястих районах, порослих спінніфексом, зокрема серед осипів, пісковикових виступів і ущелин.